# Claire Mulligan
Pour les articles homonymes, voir Mulligan.
Claire Mulligan est une romancière canadienne.

## Biographie
Originaire de la Colombie-Britannique, Claire Mulligan a vécu en Pennsylvanie, aux États-Unis, notamment lors de la rédaction de son premier roman.
Mulligan a complété ses études de baccalauréat en littérature anglaise et a obtenu une maîtrise en adaptation et écriture de scénario à l'Université de la Colombie-Britannique. Elle enseigne à l'Université de Victoria au département de formation continue.
Son premier roman, The Reckoning of Boston Jim, a été en lice pour le Prix Scotiabank Giller de 2007, remporté par Elizabeth Hay, ainsi que finaliste pour le prix Ethel Wilson Fiction de 2008, remporté par Mary Novik. Son roman s'inscrit dans la mouvance du roman western, similaire au roman Les Frères Sisters de Patrick deWitt,. L'histoire se déroule durant les évènements de la ruée vers l'or de 1863 en Colombie-Britannique.
Son second roman, The Dark, est un roman historique qui met en scène l'histoire des Sœurs Fox et le début du spiritisme américain de la deuxième moitié du XIXe siècle,.
En 2019, son premier scénario de film The Still Life of Annika Myers, réalisé par Matthew Blecha, a remporté un prix de distinction au Canada Short film Festival de 2019.
Claire Mulligan est membre de la Professional Editors Association of Vancouver Island.

## Œuvres
- The Reckonning of Boston Jim, Edmonton, Brindle and Glass Pub., 2007, 310 p. (ISBN 9781897142219)
- The Dark, Toronto, Anchor Canada, 2014, 528 p.  (ISBN 9780385671798)
  - Dans le noir, traduction de Sophie Voillot, Québec, Alto, 2014, 659 p.  (ISBN 9782896941735)
- The Still Life of Annika Myers, film réalisé par Matthew Blecha, 2019, 17 min.